# Evangelische Frauen* (in der Landeskirche Hannovers)

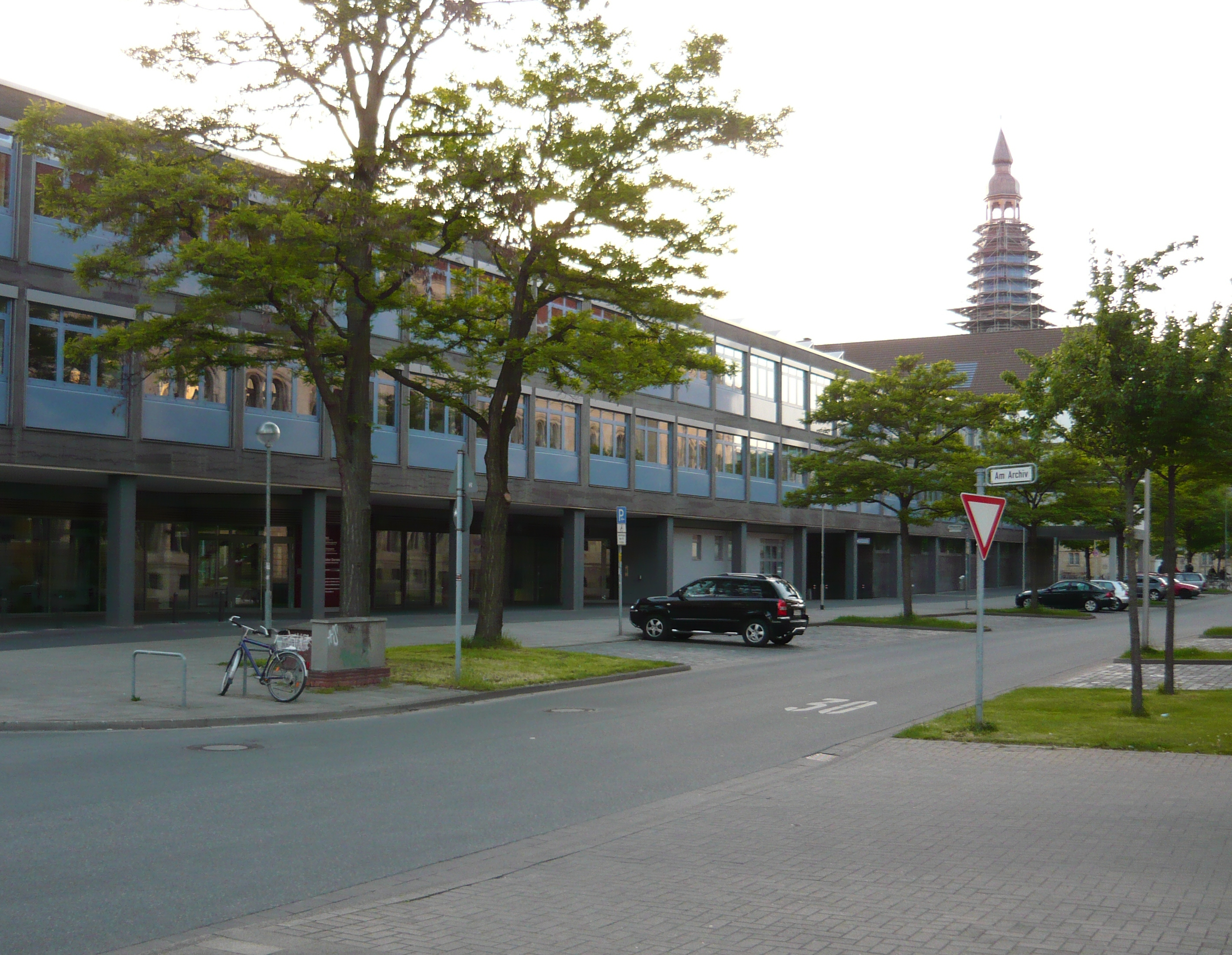
Sitz der Landesstelle im Haus kirchlicher Dienste der Evangelisch-lutherischen Landeskirche Hannovers

Das Arbeitsgebiet evangelische Frauen* (in der Landeskirche Hannovers) ist eine kirchliche Einrichtung in Hannover, die
im September 1941 als Frauenwerk  der Evangelisch-lutherischen Landeskirche Hannovers (Name von 1941 bis Frühjahr 2022) gegründet wurde. Es ist für die Arbeit mit Frauen in der Evangelisch-lutherischen Landeskirche Hannovers zuständig. Seit 1941 ist das Frauenwerk/die Evangelischen Frauen* in das heutige Haus kirchlicher Dienste (HkD) der Landeskirche Hannovers integriert und seit 2009 Arbeitsfeld im Fachbereich 3-Erwachsene des Hauses.

## Geschichte
Im 19. Jahrhundert entstanden Christliche Frauenvereine in enger Anbindung an das Pfarramt. Im Jahr 1911 fanden sich einige der Vereine zusammen und bildeten einen ersten Verband. Der Verband erhält 1923 den Namen evangelische Frauenhilfe Hannover e.V. und war in der hauptsache auf private Wohltätigkeit auf Gemeindeebene orientiert und organisierte die Mütterschulung, Müttererholung und Muttertagssammlung. Auch Kindertagesstätten und Horte wurden von der Frauenhilfe e.V eingerichtet. Im Mai 1926 umfasste die Evangelische Frauenhilfe Hannover e.V. 106 Einzelvereine mit über 12.000 Mitgliedern. Zu dieser Zeit unterhält der Verein im Lutherhaus Hannover eine Geschäftsstelle. Im Oktober 1933 wurde das Deutsche Frauenwerk (DFW) gegründet, das formal neben der NS-Frauenschaft (NFS) bestand. Im April 1934 wurde das jetzige Frauenwerk Hannover in das Staatliche Deutsche Frauenwerk (DFW) eingegliedert. 1941 folgte die Neuordnung und Verkirchlichung und Eingliederung in das Amt für Gemeindedienst (heute Haus kirchlicher Dienste) der Landeskirche Hannover um die Frauenarbeit vor dem Einfluss und Zugriff der Nationalsozialisten und den Deutschen Christen zu schützen und unter der offiziellen Kirche zu organisieren. Von 1972 bis 1977 war das Frauenwerk Teil des Arbeitsbereiches Erwachsenenarbeit im Amt für Gemeindedienst, von 1977 bis 1985 Teil des Arbeitsbereiches Gemeindebezogene Erwachsenenarbeit mit u. a. der Männerarbeit, Heim und Werk, der Dienststelle für Vertriebenenarbeit und der Familienbildungsstätte Hannover. Von 1998 bis 2002 bildete das Frauenwerk einen eigenen Bereich im AfG. Von 2002 bis 2009 war das Frauenwerk Fachabteilung der Gemeinde unterstützenden Dienste im Amt für Gemeindedienst/Haus kirchlicher Dienste. Seit 2009 ist es Arbeitsfeld im Fachbereich 3 des HkD's. Im Frühjahr 2022 folgte die Umbenennung in evangelische Frauen* (in der Landeskirche Hannovers).

## Aufgaben
Die evangelische Frauen* der Landeskirche Hannover ist für die etwa 3000 haupt- und ehrenamtlich tätigen Frauen zuständig, die sich mit dem Themenfeld Arbeit mit Frauen beschäftigen. Es stellt Materialien zur Verfügung, bietet Fort- und Weiterbildungen an, führt Veranstaltungen durch (z.B: Der Tag für Frauen in der Landeskirche Hannover) und berät die Haupt- und ehrenamtlich tätigen. Es ist über die Regionalbüros des HkD'S in allen Sprengeln der Landeskirche präsent. Der Sitz der Landesstelle ist im Hauptdienstsitz des Hauses kirchlicher Dienste in Hannover untergebracht.

## ReGenesa
Der Kirchliche Verein ReGenesa-Frauen und Mutter-Kind Vorsorge & Reha Therapiezentren des Frauenwerks der ev.-luth. Landeskirche Hannovers e. V. wurde am 28. November 1947 in Hannover gegründet und 1948 unter dem Namen Heim und Werk der Landeskirchlichen Frauenarbeit Hannovers in das Vereinsregister eingetragen. Ab 1962 hieß der Verein Heim und Werk des Frauenwerks der Ev.-luth. Landeskirche Hannovers e. V und seit März 2004 ReGenesa-Frauen und Mutter-Kind Vorsorge & Reha Therapiezentren des Frauenwerks der Ev.-luth. Landeskirche Hannovers e. V.
Die Eingliederung des Frauenwerkes in das Amt für Gemeindedienst der Landeskirche und somit unter die geistliche Leitung des Landesbischofs machte es Notwendig einen Verein zu gründen, um Rechtskräftige Verträge abschließen zu können. Trotz der Eigenständigkeit bleibt der Verein sowohl inhaltlich wie auch personell eng an das Frauenwerk bzw. seit 2022 evangelische Frauen* gebunden.
Seit 1987 ist der Verein Träger von evangelischen Therapiezentren für Mutter und Kind bzw. für Frauen und gehört in Niedersachsen zu den größten vom Müttergenesungswerk (Elly-Heuss-Knapp-Stiftung) anerkannten Kureinrichtungen.

## Mitgliedschaften
Die evangelische Frauen* ist Mitglied in verschiedenen Organisationen
- Deutscher Frauenrat
- Die Evangelischen Frauen in Deutschland e.V. (EFiD)
- Landesfrauenrat Niedersachsen e.V.
- Die evangelischen Frauen* ist über die Evangelische Frauenarbeit in Deutschland Mitglied im deutschen Weltgebetstagskomitee.[6]